# Martial Brigouleix
Pour les articles homonymes, voir Brigouleix.
Martial Brigouleix, né le 24 avril 1903 à Ambrugeat (Corrèze), est un militant socialiste, résistant français, Compagnon de la Libération, fusillé le 2 octobre 1943  au Mont-Valérien.

## Biographie
Martial Brigouleix est né le 24 avril 1903 à Ambrugeat (Corrèze) en France.
En 1920 il entre à l'École normale de Tulle. En 1923 il est élève officier de réserve.
En 1924, il est nommé sous-lieutenant et affecté au 22e régiment de tirailleurs à Verdun. La même année, il est également nommé professeur de français et d'histoire-géographie à l'École militaire préparatoire technique de Tulle.
Socialiste et Franc-Maçon il est l'un des fondateurs de La Voix Corrézienne.

### Seconde Guerre mondiale

#### De 1939 à 1943
En septembre 1939, il commande la 5è compagnie du 126e RI de Brive. Pendant la drôle de guerre, il est en opération en Alsace.
En mai 1940 il combat dans l'Aisne, bat en retraite et ramène les survivants de sa compagnie jusqu'en Haute-Vienne.
En juillet 1940, il est cité deux fois pour son courage, est nommé capitaine et est démobilisé.

De retour en Corrèze il reprend son poste à l'EMPT de Tulle.

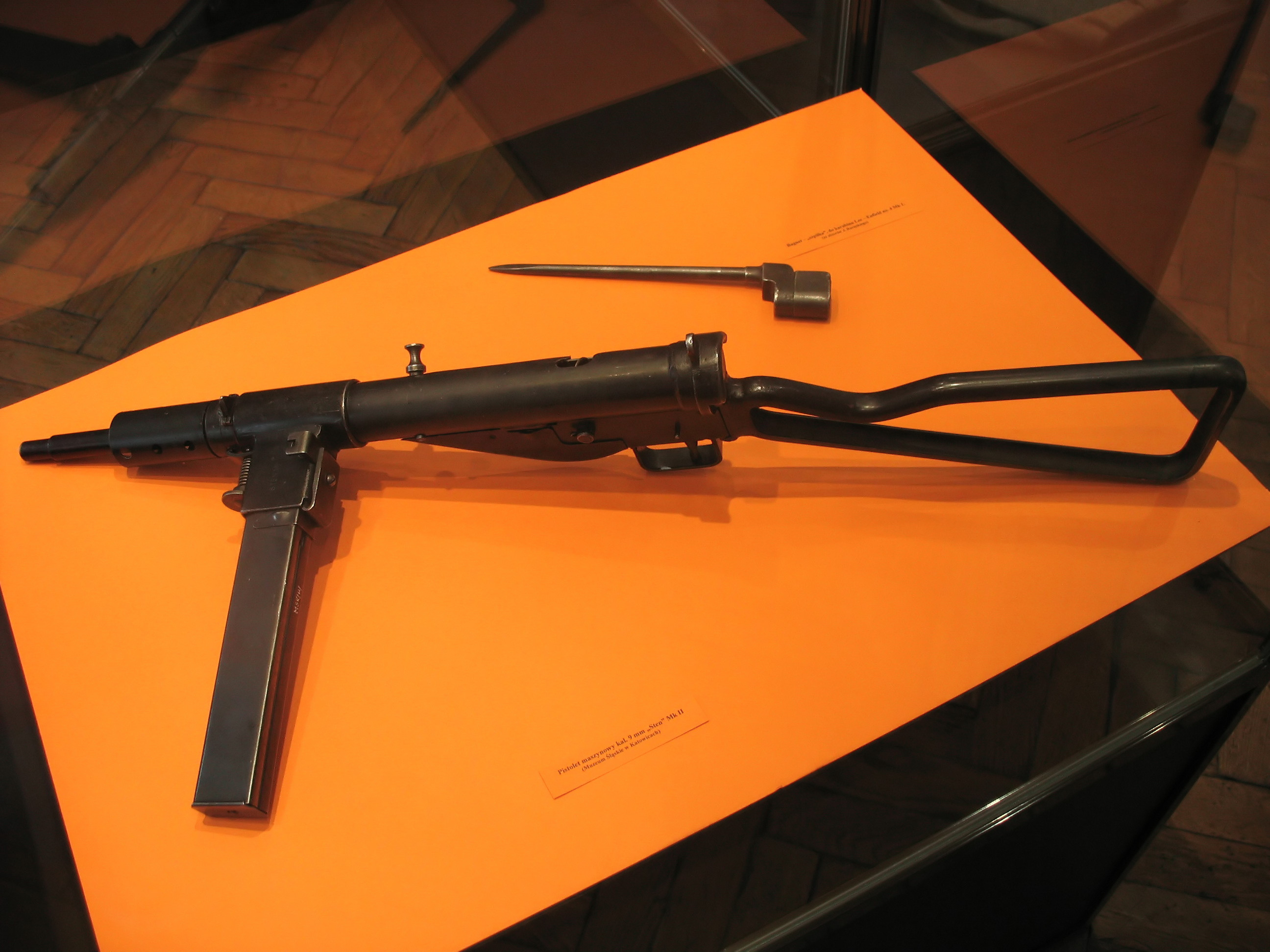
Sten Mk II.

En 1941, il est révoqué par le régime de Vichy, en raison de son appartenance à la franc-maçonnerie.

#### Action dans la Résistance
En 1941, à Brive et à Tulle, avec Edmond Michelet, ils vont structurer les premiers groupes de résistance du mouvement Combat. Il devient secrétaire à la chambre des métiers et se consacre à l'organisation de la Résistance intérieure française. En 1942, sous le nom de Beaudouin, il dirige les premiers groupes de l'Armée secrète (AS) en Corrèze, dont il devient le chef départemental.
Fin 1942, il prépare, avec l'aide de Pierre Souletie et d'un agent de l'Intelligence Service, les plans d'investissement de Tulle et d'action insurrectionnelle. Les armes étant insuffisantes pour armer les 19 compagnies de Résistants, ils font homologuer des terrains de parachutage par la Royal Air Force.
Le 19 février 1943, un Avro Lancaster parachute, près de Chamboulive 5 containers de mitraillettes Sten avec leurs munitions, Martial Brigouleix les faisant ensuite transporter à Tulle.

#### Arrestation
En mars 1943, la Milice, demande son arrestation au préfet qui refuse. Martial Brigouleix envisage alors de passer dans la clandestinité mais, le 17 avril 1943, la Gestapo l'arrête sur son lieu de travail.
Le 18 avril 1943 il est emprisonné à la prison de Limoges et mis au secret pendant presque trois semaines durant lesquelles il est torturé, mais il ne parle pas. Le 26 mai 1943, il est transféré au fort de Romainville.

#### Exécution
Le 28 septembre, Julius Ritter, colonel SS (Standartenführer) superviseur du Service du travail obligatoire (STO) en France, est abattu devant son domicile du 18 rue Pétrarque dans le 16e arrondissement de Paris, par une équipe des FTP-MOI, composée de Marcel Rajman, Leo Kneler, Spartaco Fontanot et Celestino Alfonso. En représailles les nazis exigent que 50 otages soient fusillés. Le 2 octobre 1943, il est exécuté au Mont-Valérien avec cinq autres résistants du Limousin : Armand Dutreix, du mouvement « Libération-Sud », François Perrin, Maurice Schmitt, du mouvement « Francs-Tireurs », Georges Leblanc commandant « l’Armée secrète » pour Limoges, et André Boissière ainsi que quatorze membres du réseau Alliance.
Il est inhumé au carré militaire du cimetière parisien de Bagneux dans les Hauts-de-Seine. 
- 8 février 1945 : Mentionné Mort pour la France.

## Décorations
- Chevalier de la Légion d'honneur
- Compagnon de la Libération à titre posthume par décret du 19 octobre 1945[12]
- Croix de guerre 1939-1945 (3 citations)
- Médaille de la Résistance française par décret du 18 mars 1970[13]

## Mémoire
- Tulle : Place Martial-Brigouleix
- Brive : Rue Martial-Brigouleix